# Cape Floral
Cape Floral – zespół obszarów ochrony przyrody w Republice Południowej Afryki, w 2004 roku wpisany na listę światowego dziedzictwa UNESCO. Obejmuje osiem rezerwatów przyrody i parków narodowych w Prowincji Przylądkowej Zachodniej i Prowincji Przylądkowej Wschodniej. Ich łączna powierzchnia wynosi 553 tys. hektarów.
Całe państwo florystyczne Capensis (państwo przylądkowe) obejmuje tylko pół procentu powierzchni kontynentu afrykańskiego, uchodzi jednak za region największej różnorodności flory na świecie - żyje tu blisko jedna piąta wszystkich gatunków roślin Afryki, z czego prawie jedna trzecia to endemity.
U gatunków dominującej tu formacji roślinnej fynbos spotyka się liczne strategie przystosowawcze do częstych pożarów buszu, a także różnorodne sposoby rozmnażania dzięki przenoszeniu nasion przez ptaki i owady.

## Obszary ochrony przyrody
W skład regionu Cape Florar wchodzą następujące obszary chronione:
- Park Narodowy Góry Stołowej
- Cederberg Wilderness Area
- Groot Winterhoek Wilderness Area
- Boland Mountain Complex
- De Hoop Nature Reserve
- Boosmansbos Nature Reserve
- Swartberg Complex
- Baviaanskloof Mega Reserve